# Józef Stankiewicz (prezydent Włocławka)
Józef Stankiewicz – prezydent Włocławka od 16 marca 1901 do 23 sierpnia 1905 roku.